# Aubrey David
Aubrey Rudolph Robert David (Georgetown, Guyana, 11 de octubre de 1990) es un futbolista guyanés nacionalizado trinitario que juega como defensa en el C. S. D. Municipal de la Liga Nacional de Fútbol de Guatemala.
Inició su carrera jugando para los clubes trinitarios del South End, Joe Public, T&TEC Sports Club y Caledonia AIA. Salió del país para formar parte de los equipos internacionales en el Jaro de Finlandia en condición de cedido, Shakhter Karagandá de Kazajistán y Deportivo Saprissa de Costa Rica.
Es internacional absoluto con su selección desde el 29 de febrero de 2012. A pesar de haber conformado antes las categorías inferiores de Trinidad y Tobago, en los escuadrones de la Sub-17, Sub-20 y Sub-23, jugó en el equipo absoluto de Guyana, en el cual debutó el 19 de mayo de ese mismo año. Posteriormente adquirió la nacionalidad trinitaria para ser considerado en la Selección de Trinidad y Tobago, tanto en los amistosos como en los torneos oficiales. Participó en los mundiales Sub-17 de Corea del Sur en 2007, Sub-20 de Egipto en 2009, en las ediciones de la Copa de Oro de la Concacaf de 2013, 2015 y 2019, y la Liga de Naciones 2019-20. Consiguió dos subcampeonatos con la escuadra trinitense en las competiciones de la Copa del Caribe: en el 2012 y 2014. Asimismo, estuvo en el proceso eliminatorio de su nación para la Copa del Mundo 2018 y 2022.

## Trayectoria

### Inicios
Nació el 11 de octubre de 1990 en Georgetown. Desde el año 2004 comenzó a practicar el fútbol en el Vessigny Government Secondary y permaneció ahí hasta el 2008 cuando fue trasladado a las divisiones inferiores del W Connection.
Profesionalmente, debutó en 2010 con el F. C. South End y fue ampliando su carrera en otros tres clubes nacionales como lo fueron el Joe Public en 2011, el T&TEC S. C. para el periodo entre el 2011 y 2012, y finalmente en el Caledonia AIA.

### F. F. Jaro
El 26 de febrero de 2014, David probó suerte al salir del país y realizar una prueba con el F. F. Jaro de Finlandia en la Veikkausliiga.
Durante sus dos semanas de observaciones, Aubrey hizo su debut en la máxima categoría en un encuentro de liga frente al SJK Seinäjoki el 1 de marzo de 2014. Tras un rendimiento aceptable, el jugador fue vinculado al plantel por toda la temporada en calidad de cedido. David logró cuajar en la demarcación de lateral izquierdo para obtener la regularidad de 31 apariciones en las que convirtió tres goles.

### F. C. Shakhter Karagandá
El 3 de febrero de 2015, el defensor sumó su segunda experiencia internacional tras estampar la firma en el Shakhter Karagandá de Kazajistán por un año, con la alternativa de ampliación a otro más. Debuta el 7 de marzo como titular en la totalidad de los minutos en el empate de visita frente al Taraz. Completó la cifra de diecinueve partidos jugados en liga.

### Deportivo Saprissa
El 28 de diciembre de 2015, el Deportivo Saprissa de Costa Rica adquirió los servicios de Aubrey contratándolo por un año con opción a extensión. Luego de meses de espera por incertidumbre en la documentación, logró debutar el 4 de febrero de 2016 en un compromiso que disputó contra Pérez Zeledón en el que su equipo perdió con marcador de 0-1. Marcó dos goles en diecisiete partidos, quedando con 1486 minutos disputados en total.

### F. C. Dallas

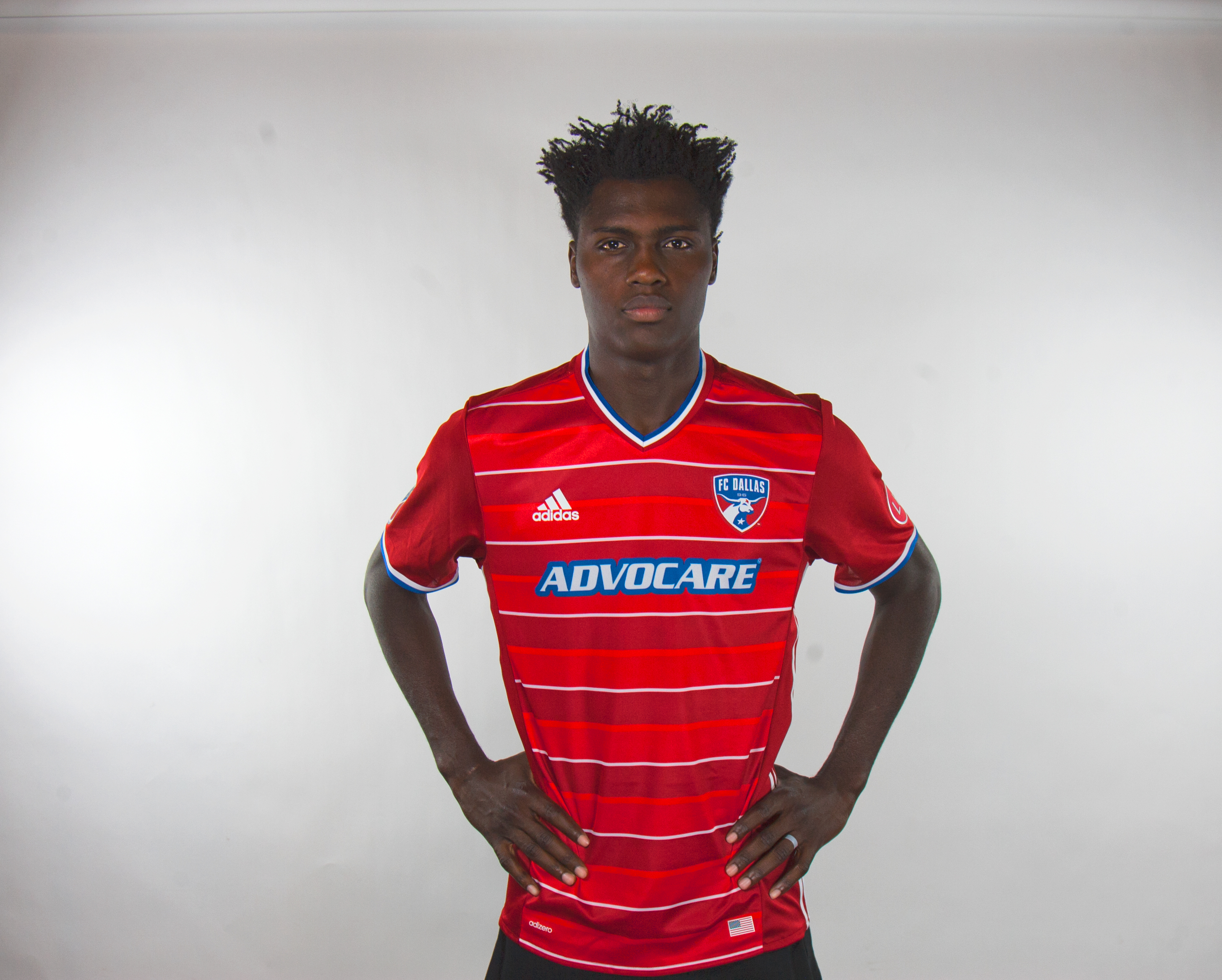
Aubrey como jugador del F. C. Dallas.

El 28 de junio de 2016, el equipo morado acuerda el préstamo de David al FC Dallas de la Major League Soccer estadounidense, inicialmente por seis meses. Únicamente obtuvo cinco presencias en lo que restó de la temporada de liga. El 26 de enero de 2017, luego de confirmarse que el defensa no entraría en los planes del equipo, es devuelto al Saprissa que fue dueño de su ficha. Sin embargo, debido a que el conjunto tibaseño tenía las plazas de extranjeros completas, no pudo ser inscrito para participar en el campeonato costarricense.

### P. S. Kemi
El 27 de febrero de 2017, se confirma el traspaso del futbolista al Kemi de Finlandia con un contrato de dos años.

### Vaasan Palloseura
El 6 de febrero de 2018, Aubrey se convirtió en nuevo refuerzo del Vaasan Palloseura igualmente de Finlandia por una temporada.

### Deportivo Saprissa

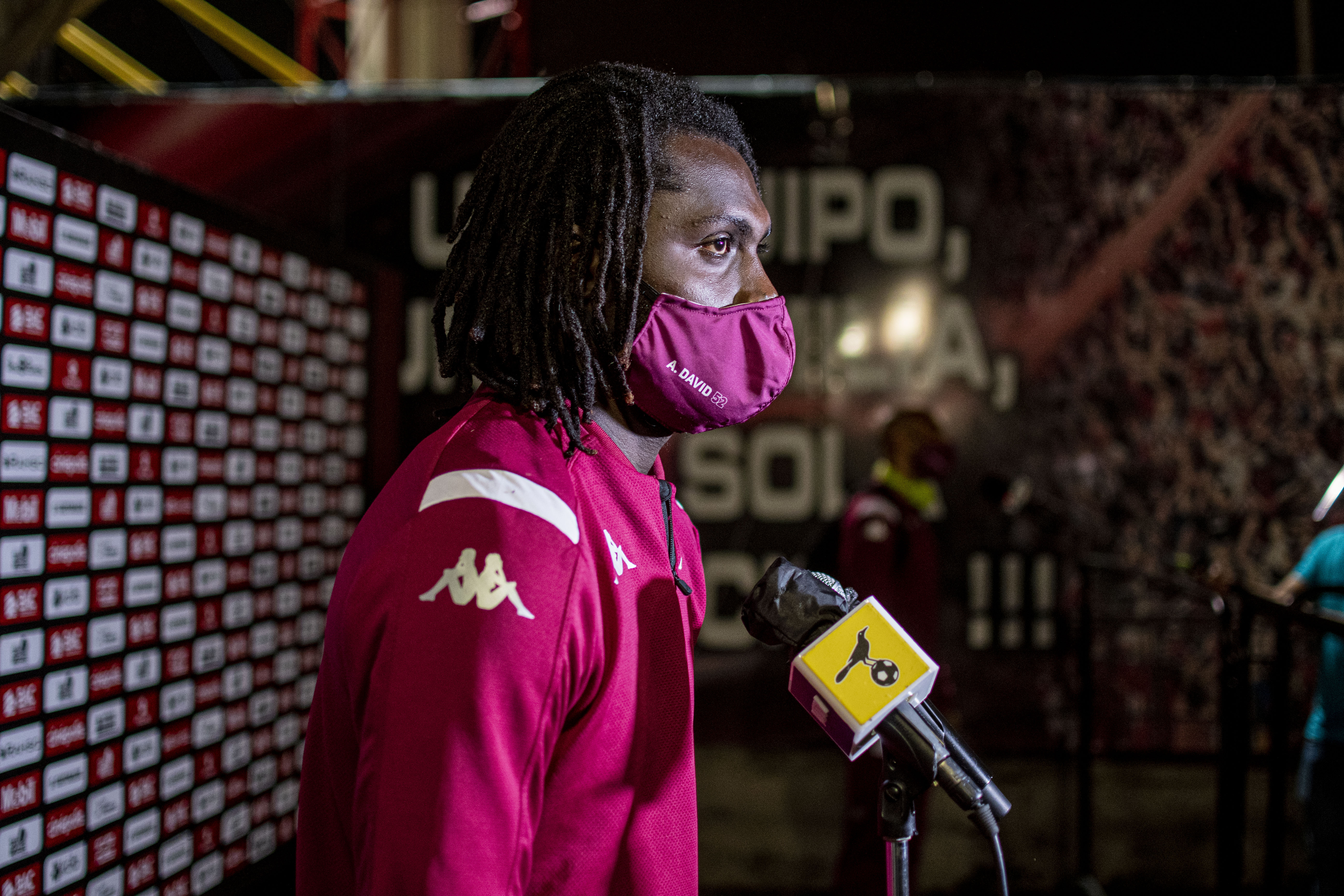
David hablando con la prensa.

El 17 de diciembre de 2018, el defensor volvió al Deportivo Saprissa hasta mayo de 2020.
Afronta su primer partido del Torneo de Clausura 2019 el 13 de enero, alcanzando la totalidad de los minutos en el empate de local a dos goles contra Limón.
El 26 de noviembre de 2019 se proclama campeón de Liga Concacaf, tras vencer en la final al Motagua de Honduras. El 29 de junio de 2020, David alcanzó su primer título nacional con Saprissa, luego de superar la serie final del Torneo de Clausura sobre Alajuelense. El jugador fue uno de los defensas más regulares al obtener veinte apariciones. El 7 de julio firmó su renovación hasta mayo de 2022.
El 26 de mayo de 2021 alcanzó el título del Torneo de Clausura al ganarle la final a Herediano con el global de 2-4.
El 4 de agosto de 2021 conquistó el título de la Supercopa luego de que su equipo venciera de forma contundente a Alajuelense por 4-1 en el Estadio Nacional.

## Selección nacional

### Categorías inferiores
David entró en los planes del entrenador Anton Corneal, para disputar el Torneo Sub-17 de la Concacaf 2007, con el equipo de Trinidad y Tobago. Su selección tuvo éxito al clasificarse de tercero del grupo B con seis puntos, y de esta manera lograr un cupo para el Mundial de la categoría para ese año.
El jugador fue tomado en consideración en la Copa del Mundo Sub-17 celebrada en Corea del Sur en el año 2007. Quedó en la suplencia para los dos primeros duelos del grupo F contra Ghana y Colombia, y pudo debutar el 26 de agosto tras ingresar de relevo por Aaron Maund al minuto 82'. Su país tuvo resultados adversos y se ubicó en el último sitio de la tabla.
Continuó el proceso de su selección y recaló en la categoría Sub-20. Participó en el Campeonato de la Concacaf de 2009, en el que su país fue el anfitrión y finalizó en el cuarto puesto con la clasificación al Mundial.
Enfrentó la fase de grupos del Mundial Sub-20 de 2009 llevado a cabo en Egipto. Su único juego en el que vio acción fue el 28 de septiembre, en la derrota 2-1 contra Italia. Los trinitarios fueron últimos del grupo A.
Culminó su participación en inferiores en la escuadra Sub-23, jugando la primera ronda eliminatoria de la zona del Caribe para el Preolímpico de Concacaf.

#### Participaciones en inferiores
| Competencia                           | Sede              | Resultado      |
| ------------------------------------- | ----------------- | -------------- |
| Torneo Sub-17 de la Concacaf 2007     | Jamaica           | Clasificado    |
| Copa Mundial Sub-17 de 2007           | Corea del Sur     | Fase de grupos |
| Campeonato Sub-20 de la Concacaf 2009 | Trinidad y Tobago | Cuarto lugar   |
| Copa Mundial Sub-20 de 2009           | Egipto            | Fase de grupos |

### Selección absoluta

#### Guyana
Representó a la selección de Guyana por primera vez el 18 de mayo de 2012, en un fogueo celebrado en el Hall Sports Complex contra Jamaica, dándose el revés de su escuadra por 1-0.
En junio de 2012, fue suplente en las dos primeras fechas de la cuadrangular eliminatoria de Concacaf para la Copa del Mundo 2014, donde su país registró las derrotas ante México (3-1) y Costa Rica (0-4).

#### Trinidad y Tobago
Aubrey debutó con la selección absoluta de Trinidad y Tobago el 29 de febrero de 2012, en un amistoso que enfrentó al combinado de Antigua y Barbuda en el Estadio Sir Vivian Richards. El jugador ingresó de cambio en el epílogo del juego por Ataullah Guerra y el marcador finalizó en victoria cómoda por 0-4.
Su primer gol como internacional absoluto se dio el 12 de noviembre de 2012 sobre Surinam, en el triunfo de 3-0, esto por la eliminatoria a la Copa del Caribe de ese año.
Disputó la competición regional de la Copa del Caribe y fue titular indiscutible en la fase de grupos contra Haití (empate 0-0), Antigua y Barbuda (derrota 2-0) y República Dominicana (victoria 2-1). En semifinales, su selección superó en penales a Martinica pero perdió en la última instancia frente a Cuba, quedando subcampeón del torneo.
Para la Copa de Oro de la Concacaf 2013, Aubrey esperó desde el banquillo en el primer partido de la fase de grupos contra El Salvador, y luego tomó protagonismo en los dos partidos restantes ante Haití y Honduras, asimismo de los cuartos de final donde su conjunto sufrió el revés y eliminación por México.
El defensor nuevamente enfrentó la Copa del Caribe, siendo en esta ocasión la edición de 2014. Con participación en tres de los cuatro encuentros, su nación volvió a quedarse con el segundo puesto del certamen, tras perder en penales contra el anfitrión Jamaica.
Luego fue tomado en cuenta para la Copa de Oro de la Concacaf 2015, torneo máximo de selecciones a nivel continental. Debutó el 9 de julio como titular la totalidad de los minutos contra Guatemala, después quedó en el banco de suplentes frente a Cuba y por último fue estelar ante México. A pesar de que su combinado fue líder del grupo C, cayó en penales por Panamá.
Jugó la eliminatoria de Concacaf para el Mundial 2018, competencia en la cual su país no logró acceder.
Fue parte de la convocatoria que disputó la fase de grupos de la Copa de Oro de la Concacaf 2019.
Completó tres participaciones con su escuadra en la Liga de Naciones de la Concacaf, en su etapa de grupos disputada en 2019 en la que Trinidad y Tobago finalizó último y descendió a la Liga B.
Aubrey tuvo acción en los cuatro partidos de la primera ronda eliminatoria al Mundial, donde su equipo no logró el liderato de su grupo y por lo tanto quedó fuera de optar por la siguiente etapa.

#### Participaciones internacionales
| Competencia                     | Sede                                  | Resultado        |
| ------------------------------- | ------------------------------------- | ---------------- |
| Copa del Caribe de 2012         | Antigua y Barbuda                     | Subcampeón       |
| Copa de Oro de la Concacaf 2013 | Estados Unidos                        | Cuartos de final |
| Copa del Caribe de 2014         | Jamaica                               | Subcampeón       |
| Copa de Oro de la Concacaf 2015 | Estados Unidos                        | Cuartos de final |
| Copa de Oro de la Concacaf 2019 | Estados Unidos · Costa Rica · Jamaica | Fase de grupos   |
| Liga de Naciones 2019-20        | América del Norte, Central y Caribe   | Fase de grupos   |

## Estadísticas

### Clubes
Actualizado al último partido disputado el 7 de junio de 2023.
| Club                        | País              | Año           | Partidos | Goles |
| --------------------------- | ----------------- | ------------- | -------- | ----- |
| F. C. South End             | Trinidad y Tobago | 2009-2011     | –        | –     |
| Joe Public F. C.            | Trinidad y Tobago | 2011          | –        | –     |
| T&TEC S. C.                 | Trinidad y Tobago | 2011-2012     | 10       | 1     |
| Caledonia AIA               | Trinidad y Tobago | 2012-2014     | 12       | 0     |
| F. F. Jaro (Préstamo)       | Finlandia         | 2014          | 32       | 3     |
| Jakobstads B. K. (Préstamo) | Finlandia         | 2014          | 1        | 0     |
| F. C. Shakhter Karagandá    | Kazajistán        | 2015          | 19       | 0     |
| Deportivo Saprissa          | Costa Rica        | 2016          | 17       | 2     |
| F. C. Dallas                | Estados Unidos    | 2016          | 9        | 0     |
| P. S. Kemi                  | Finlandia         | 2017          | 25       | 0     |
| Vaasan Palloseura           | Finlandia         | 2018          | 29       | 1     |
| Deportivo Saprissa          | Costa Rica        | 2019-2022     | 164      | 5     |
| L. D. Alajuelense           | Costa Rica        | 2022          | 23       | 1     |
| Aucas                       | Ecuador           | 2023          | 9        | 0     |
| C. S. Cartaginés            | Costa Rica        | 2023-2024     | 0        | 0     |
| C. S. D. Municipal          | Guatemala         | 2024-         | 0        | 1     |
| Total carrera               | Total carrera     | Total carrera | 350      | 13    |

### Goles internacionales
| Núm. | Fecha                   | Lugar                                   | Rival   | Gol | Resultado | Competición                       |
| ---- | ----------------------- | --------------------------------------- | ------- | --- | --------- | --------------------------------- |
| 1    | 12 de noviembre de 2012 | Estadio Dwight Yorke, Trinidad y Tobago | Surinam | 3-0 | 3-0       | Eliminatoria Copa del Caribe 2012 |

## Palmarés

### Campeonatos nacionales
| Título                  | Club               | País              | Año  |
| ----------------------- | ------------------ | ----------------- | ---- |
| Pro Bowl                | Joe Public F. C.   | Trinidad y Tobago | 2011 |
| Copa Trinidad y Tobago  | Caledonia AIA      | Trinidad y Tobago | 2013 |
| U.S. Open Cup           | F. C. Dallas       | Estados Unidos    | 2016 |
| MLS Supporters' Shield  | F. C. Dallas       | Estados Unidos    | 2016 |
| Torneo de Clausura      | Deportivo Saprissa | Costa Rica        | 2020 |
| Torneo de Clausura      | Deportivo Saprissa | Costa Rica        | 2021 |
| Supercopa de Costa Rica | Deportivo Saprissa | Costa Rica        | 2021 |

### Campeonatos internacionales
| Título        | Club               | Sede     | Año  |
| ------------- | ------------------ | -------- | ---- |
| Liga Concacaf | Deportivo Saprissa | Honduras | 2019 |